# ターミナルフォース/叛逆のサイバーコップ
『ターミナルフォース/叛逆のサイバーコップ』（はんぎゃくのサイバーコップ、T-Force）は、1994年のアメリカ合衆国のSFアクション映画。VHS発売時に『ターミナルフォース』と改題された。

## ストーリー
イギリス大使館を、サミュエル・ワシントンらテロリストグループが襲撃し人質を取って籠城する。この非常事態に対処するため、リッチマン本部長はサイボーグチームの「ターミナルフォース」を出動させる。囚人に扮したアダム、ケイン、マンドラゴーラ、ゼウス、アテネらターミナルフォースは、ビルに侵入しテロリストたちを次々に倒していく。そこに昔気質のジャック・フロイド刑事が合流し、人質救出を急ぐ。しかしテロリストせん滅を最優先に考えるアダムは、人質を連れたテロリストが乗るヘリを撃ち落としてしまう。その後、人命軽視を問題視したペンドルトン市長らは、開発者のジョナサン・ギャント博士にプロジェクトの中止を宣告し、ジャックもそれに同意する。
ターミナルフォースたちはギャント博士から、アテネの死と彼らの解体処分を通知される。だがケインを除くターミナルフォースは、博士を殺害して反乱を開始する。その捜査にジャックがあたることになり、1人残っていたケインを尋問するが、アダムたちの居場所は分からなかった。そんな中アダムらは、警察署に突入してリッチマン本部長を殺害した上に、警察署を爆破する。ジャックはケインがアダムたちとは違うと感じ、ペンドルトン市長の護衛に彼をつけることを提案する。そして彼は、ケインを相棒にして捜査を開始する。最初はケインに冷たく接していたジャックだが、行動を共にするうちに、人間味を帯びたケインに親しみを覚え、2人の距離が縮まっていく。

## キャスト
役名、俳優、日本語吹替の順に記述。
- ジャック・フロイド - ジャック・スカリア（羽佐間道夫）
- ケイン - ボビー・ジョンストン（江原正士）
- アダム - エヴァン・ルーリ（大塚明夫）
- ペンドルトン市長 - エリン・グレイ（英語版）（鈴木弘子）
- ゼウス - デロン・マクビー（笹岡繁蔵）
- マンドラゴーラ - ジェニファー・マクドナルド（堀越真己）
- ジョナサン・ギャント博士 - マーティン・E・ブルックス（英語版）（富田耕生）
- サミュエル・ワシントン - ヴァーノン・ウェルズ（秋元羊介）
- ジョンストン主任 - ニック・デモーロ（島香裕）
- ピーター・デザレック市会議員 - ショーン・モーラン（亀井三郎）
- リッチマン本部長 - デューク・ストラウド（英語版）（藤本譲）
- モホーク - ステファンズ・ミルトサカヴィス（仲木隆司）
- カクテルウェイトレス - ロッシェル・スワンソン（水谷優子）

## スタッフ
- 監督：リチャード・ペピン
- 脚本：ジェイコブセン・ハート、レノア・クレッター
- 製作：ジョセフ・メルヒ（英語版）、リチャード・ペピン、バリー・プリマス
- 撮影監督：ケン・ブレイキー
- プロダクションデザイナー：スティーヴ・レイモス
- 編集：ジェレイント・ベル、ロン・カブレロス
- 音楽：ルイス・フェーブル（英語版）
- 衣裳デザイン：クレイグ・アンソニー
- 吹替翻訳：飯嶋永昭
- 吹替演出：春日正伸
- 吹替調整：山田太平
- 吹替スタジオ：ニュージャパンスタジオ